# カルカシュー川

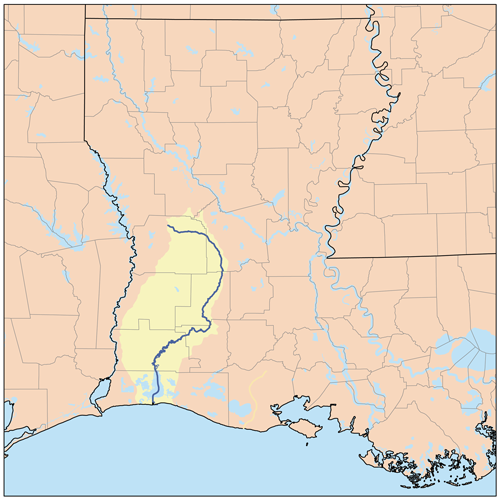
流路および流域

カルカシュー川 (カルカシューがわ、Calcasieu River, 発音：KAL-kuh-shoo) は、ルイジアナ州（アメリカ合衆国）南西部を流れる川。メキシコ湾へ注いでいる。長さはおよそ320キロメートルである。
「カルカシュー」とは、アメリカ先住民族のアタカパ語のkatkosh ; eagle (鷲) ＋ yok ; cry (泣く、叫ぶ) という意味。
カルカシュー川はリーズビルの北、バーノン郡内から流れ出す。最初は南東に流れ、アレクサンドリア南東のキサッチー国有林を通過。南西に流れを変え、オークデール、レイクチャールズを通過。レイクチャールズの南西およそ16キロメートルの場所で汽水湖であるカルカシュー湖の北側に注ぐ。